# Кислий Павло Олександрович
Павло́ Олекса́ндрович Ки́слий — капітан Збройних сил України, учасник російсько-української війни.
Станом на лютий 2017-го — військовослужбовець 16-ї бригади армійської авіації. З дружиною проживає у місті Броди.

## Нагороди
21 жовтня 2014 року — за особисту мужність і героїзм, виявлені у захисті державного суверенітету та територіальної цілісності України, вірність військовій присязі під час російсько-української війни, відзначений — нагороджений орденом «За мужність» III ступеня.